# Antonio Scotti
Antonio Scotti (ur. 25 stycznia 1866 w Neapolu, zm. 26 lutego 1936 tamże) – włoski śpiewak operowy, baryton.

## Życiorys
Studiował w Neapolu u Ester Triffani-Paganini i Vincenzo Lombardiego. Zadebiutował na scenie w 1889 roku w Neapolu w roli Cynny w Westalce Gaspare Spontiniego. W kolejnych latach śpiewał na scenach włoskich, hiszpańskich i rosyjskich, gościł też w Ameryce Południowej. W 1898 roku jako Hans Sachs w Śpiewakach norymberskich Richarda Wagnera wystąpił w mediolańskiej La Scali. W 1899 roku tytułową rolą w Don Giovannim W.A. Mozarta debiutował na deskach nowojorskiej Metropolitan Opera, z którą następnie był związany jako solista do 1933 roku. W latach 1919–1922 z własnym zespołem Scotti Grand Opera Company odbył tournée koncertowe po Stanach Zjednoczonych.
Do jego popisowych należały tytułowe role w Don Giovannim, Falstaffie i Rigoletcie, a także role Scarpii w Tosce i Jagona w Otellu.